# FlashGot
FlashGot war eine freie Erweiterung für den Webbrowser Firefox sowie das E-Mail-Programm Thunderbird, mit der andere, externe Download-Manager eingebunden werden konnten. Das Programm zeichnete sich besonders durch eine breite Unterstützung dritter Download-Manager aus und bot zahlreiche Einstellungsmöglichkeiten. So konnte FlashGot bestimmten Dateitypen zugeordnet werden, sodass diese von einem speziellen Download-Manager geladen wurden.
Unter unixoiden Systemen wurde FlashGot häufig dazu verwendet, Wget (bzw. die derzeit unterstützten Front-Ends) im Browser einzubinden. Im August 2015 rangierte es unter den Mozilla-Erweiterungen mit rund 900.000 Nutzern unter den 15 beliebtesten.
Die Software wird seit 2015 nicht mehr gepflegt und ist mit aktuellen Webbrowsern nicht mehr kompatibel.